# Блитц, Жюльен Поль
Жюльен Поль Блитц (фр. Julien Paul Blitz; 21 мая 1885, Гент — 17 июля 1951, Даллас) — американский виолончелист и дирижёр бельгийского происхождения. Сын скрипача Эдуарда Блитца (1860—1915), видного деятеля американского мартинизма, и пианистки Мэтти Луизы Миллер (1865—1904).
Переехал со своей семьей в США в возрасте двух лет. Первые уроки получил от отца. Окончил с отличием Гентскую консерваторию как виолончелист (1905), после чего вернулся в США, где жили его родители. В 1913—1916 гг. возглавлял новооснованный Хьюстонский симфонический оркестр, в 1917—1920 гг. был главным дирижёром Симфонического оркестра Сан-Антонио. В 1921 г. женился на пианистке Флоре Бриггс (1894—1994), с которой много играл вместе; дуэт Блитца и Бриггс стал первыми музыкантами, давшими в Техасе концерт по радио (1922). В дальнейшем Блитц преподавал музыку в различных учебных заведениях Техаса.